# Welizar Czernokożew
Welizar Czernokożew, bułg. Велизар Чернокожев (ur. 23 kwietnia 1995 w Trjawnie) – bułgarski siatkarz, grający na pozycji atakującego, reprezentant Bułgarii. Do połowy sezonu 2019/2020 występował w tureckiej drużynie Tokat Belediye Plevnespor.

## Sukcesy klubowe
Puchar Bułgarii:
- 2014

Mistrzostwo Bułgarii:
- 2016
- 2014

Liga Mistrzów:
- 2017

Mistrzostwo Włoch:
- 2017

Puchar Turcji:
- 2018

Mistrzostwo Turcji:
- 2018

## Sukcesy reprezentacyjne
Igrzyska Europejskie:
- 2015